# Grom (album)
Grom ("tuono" in polacco) è il secondo album registrato dalla (ai tempi) black metal band Behemoth, pubblicato su Pagan Records nel 1996.

## Tracce
1. Intro – 1:36
2. The Dark Forest (Cast Me Your Spell) – 7:06
3. Spellcraft and Heathendom – 4:50
4. Dragon's Lair (Cosmic Flames and Four Barbaric Seasons) – 5:56
5. Lasy Pomorza – 6:26
6. Rising Proudly Towards the Sky – 6:53
7. Thou Shalt Forever Win – 6:37
8. Grom – 5:28

## Formazione
- Nergal - voce, chitarra
- Baal Ravenlock - batteria
- Les - basso